# Ямы (Орловская область)
Я́мы — посёлок в Новосильском районе Орловской области. Входит в Прудовское сельское поселение.

## География
Расположен на равнинном месте в 6 км от административного центра — деревни Большие Пруды, в километре от дороги Новосиль — Хворостянка.

## История
Посёлок образовался в послереволюционное советское время. Основными переселенцами были жители села Пруды и Подберёзово. Название посёлка произошло от топонима  Ямской верх, на верхе которого и образовалось это новое поселение. В настоящее время (2015 г.) посёлок не жилой.

## Население
| 2010 |
| ---- |
| 0    |

## Примечание
1. 1 2  Всероссийская перепись населения 2010 года. 7. Численность населения городских округов, муниципальных районов, городских и сельских поселен